# John Curulewski
John Curulewski (Chicago, 3 ottobre 1950 – Chicago, 13 febbraio 1988) è stato un insegnante, educatore e musicista statunitense celebre per essere stato il fondatore e il primo chitarrista della band Styx.

## Biografia
Dopo aver iniziato giovanissimo a suonare la chitarra, nel 1969 Curulewski si unì alla band di Chicago TW4, con gli amici del college Dennis DeYoung, Chuck Panozzo e John Panozzo. Il gruppo si è evoluto negli Styx nel 1972. Curulewski suonò la chitarra e cantò occasionalmente nei primi cinque album in studio della band, pubblicati dal 1972 al 1975. Subito dopo la registrazione dell'album Equinox nel 1975, Curulewski lasciò gli Styx, fu quindi sostituito da Tommy Shaw.
Dopo la sua carriera con gli Styx, Curulewski è diventato un insegnante di chitarra nell'area di Chicago e ha suonato occasionalmente in alcune band locali.
Morì il 13 febbraio 1988 a causa di un aneurisma cerebrale.

## L'attività di insegnante e le altre band
Dopo aver lasciato Styx, ha insegnato chitarra al Mad Music di La Grange, nell'Illinois, e ha gestito uno studio di registrazione chiamato "The Studio". Ha anche suonato in qualità di turnista in una band chiamata Spread Eagle (da non confondere con l'omonima band fondata nel 1990),  e ha formato il gruppo Arctic Fox, suonando nei club della zona di Chicago. Negli ultimi anni di vita decise di dedicarsi alla psicologia, insegnò così la musica anche ai bambini, a scopo educativo.

## Discografia

### Con gli Styx
- 1972 - Styx
- 1973 - Styx II
- 1973 - The Serpent Is Rising
- 1974 - Man of Miracles
- 1975 - Equinox

### Con Ryan Peterman
- 1984 Open Up